# Колеберардо (Ријети)
Колеберардо је насеље у Италији у округу Ријети, региону Лацио.
Према процени из 2011. у насељу је живело 59 становника. Насеље се налази на надморској висини од 330 м.